# Musca ruficeps
Musca ruficeps är en tvåvingeart som först beskrevs av Johann Wilhelm Meigen 1838.  Musca ruficeps ingår i släktet Musca och familjen spyflugor.
Artens utbredningsområde är Italien. Inga underarter finns listade i Catalogue of Life.